# "Mors" wz. 39
La pistolet maszynowy wz. 39 Mors (ovvero pistola automatica modello 1939, dove Mors sta per 'morte' in latino e 'tricheco' in polacco) era una pistola mitragliatrice polacca progettata da Piotr Wilniewczyc e Jan Skrzypiński tra il 1936 ed il 1938. Sarebbe dovuta diventare l'arma d'ordinanza dell'esercito polacco negli anni '40, ma la sua produzione fu interrotta nel 1939 dall'invasione tedesca della Polonia.
L'impostazione generale dell'arma era ispirata a quella della tedesca Erma EMP. Comuni alle due armi erano il calcio in legno e l'impugnatura a pistola anteriore; la differenza principale era nella posizione del bocchettone del caricatore nel Mors, sotto al castello, invece che sul lato sinistro come nell'Erma. L'arma era destinata ad unità di fanteria, agli equipaggi di carri armati e treni corazzati e ai gruppi d'abbordaggio della marina. In seguito l'idea di assegnarlo agli equipaggi dei carri venne abbandonata a causa delle dimensioni troppo ingombranti dell'arma. Dopo un'estesa campagna di prove, l'arma si dimostro affidabile e resistente. Il primo lotto di pre-serie venne ordinato nel marzo 1939, mentre veniva pianificato l'acquisto di un ulteriore lotto. A causa del precipitare degli eventi bellici, la Państwowa Fabryka Karabinów interruppe la produzione a 39 pezzi, tra i quali 3 prototipi. Dopo l'inizio della campagna di Polonia, tutte le armi vennero assegnate al 3º Battaglione fucilieri, che le impiegò durante l'assedio di Varsavia, ed alla compagnia comando della 39ª Divisione di fanteria.
Solo 4 di queste armi sono sopravvissute alla guerra: una è conservata nel Museo dell'esercito polacco a Varsavia (il Nº 38, acquistato dall'Unione Sovietica nel 1983), due in Russia (il Nº 19 a San Pietroburgo ed il Nº 39 a Mosca), uno a Budapest.